# Charinus souzai
Espèce
Charinus souzai est une espèce d'amblypyges de la famille des Charinidae.

## Distribution
Cette espèce est endémique de l'Espírito Santo au Brésil. Elle se rencontre vers Pancas.

## Description
La carapace des femelles mesure de 2,75 à 3,40 mm de long sur de 4,25 à 5,00 mm.

## Étymologie
Cette espèce est nommée en l'honneur de Thiago Gonçalves Souza.

## Publication originale
- Miranda, Giupponi, Prendini & Scharff, 2021 : « Systematic revision of the pantropical whip spider family Charinidae Quintero, 1986 (Arachnida, Amblypygi). » European Journal of Taxonomy, no 772, p. 1–409 (texte intégral).